# همیشه شوهر
همیشه شوهر (به روسی: Вечный муж) نام یک کتاب ادبی است که توسط داستایوفسکی، نویسندهٔ اهل روسیه نوشته شده‌است.
داستان این رمان دربارهٔ مردی است که همیشه شوهر است و به نظر نمی‌آید شخصیت اصلی داستان باشد. به جای این مرد، شخصیت اصلی قصه، مردی به نام ولچانینف است که فردی مجرد، ثروتمند، کمی عیاش و البته مبادی آداب به چشم می‌آید.
اوضاع و شرایط زندگی داستایوسکی هنگامی که این رمان را می‌نوشته، آشفته و درهم بوده و این وضعیت در زندگی شخصیت اصلی رمان نیز دیده می‌شود. وقتی همه چیز از درون و بیرون بهم گره خورده و گیجی بسیاری به بار آورده، شخص دچار مالیخولیا می‌شود و به طرز غریبی خاطراتی از گذشته را به یاد می‌آورد که به‌طور شگفت‌انگیزی موجب شرمش می‌شود. به این ترتیب، شخصیت اصلی این رمان دچار از خود بیزاری می‌شود.
در گیر و دار این از خود بیزاری است که یکی از رفقایش پس از ۹ سال با وضعی آشفته به دیدنش می‌آید و ماجراهای تازه‌ای آغاز می‌شود…

## ترجمه به فارسی
از رمان همیشه شوهر سه ترجمه به فارسی وجود دارد؛ ترجمه علی اصغر خبرزاده از زبان فرانسوی توسط انتشارات نگاه و ترجمه سعیده رامز از زبان روسی توسط نشر افکار به چاپ  رسیده‌است. 
ترجمه جدیدی از زبان روسی از میترا نظریان توسط نشر ماهی نیز با نام شوهرباشی در سال ۱۳۹۹ منتشره شده است